# Хоткевич Володимир Гнатович
Володимир Гнатович Хоткевич (11 (24) квітня 1913, Київ, Російська Імперія — 9 липня 1982, Харків, УРСР) — український фізик родом з Києва, син Гната Хоткевича, член-кореспондент АН УРСР (фізика низьких температур), ректор Харківського державного університету у 1966—1975 роках.

## Життєпис
Володимир Хоткевич народився в Києві в родині відомого українського письменника Гната Мартиновича Хоткевича. Після закінчення семирічної школи та індустріально-технічної профшколи в 1930 році вступив до Харківського механіко-машинобудівного інституту (нині Харківський політехнічний інститут), який закінчив у 1935 році й отримав спеціальність інженера-дослідника в галузі фізики).
У 1932—1950 роках працював в Українському фізико-технічному інституті, з 1938 року — старший науковий співробітник. Перша наукова публікація, присвячена тепломісткості надпровідних сплавів, з'явилася в 1936 році.
У 1941—1944 роках перебував в евакуації у Алма-Аті (Казахстан). У 1943 році захистив кандидатську дисертацію в Казахському університеті. У 1944 році повернувся до Харкова, взяв активну участь у відновленні кріогенної лабораторії українського фізико-технічного інституту.
У 1954 році захистив докторську дисертацію. 4 травня 1954 року народились два сини — близнюка, Володимир і Андрій.
У 1951—1954 роках — доцент, у 1954—1958 роках — професор фізико-математичного факультету Харківського державного університету (ХДУ). В 1958—1963 роках — завідувач кафедри, а в 1959—1963 — декан фізико-математичного факультету ХДУ.
У 1963—1966 роках — проректор ХДУ з наукової роботи.
У 1966—1975 роках — ректор Харківського державного університету.
З 1975 року — завідувач кафедри експериментальної фізики ХДУ, з 1979 — завідувач кафедри фізики низьких температур ХДУ.
У 1967 році обраний членом-кореспондентом АН УРСР.

## Наукова діяльність
Опублікував понад 200 робіт з фізики металів, проблем вищої школи. Під його науковим керівництвом захищено 15 кандидатських дисертацій. В. І. Хоткевич удостоєний урядових нагород: орденів Леніна (1967), Трудового Червоного Прапора (1971), «Знак Пошани» (1961), медалей. У 1969 році обраний почесним доктором Познанського університету імені Адама Міцкевича (Польща). Брав активну участь у суспільному житті.
Праці Хоткевича стосуються проблем надпровідності, низькотемпературної металофізики тощо.